# 絶対君主制

紫色の国が絶対君主制を採用している。

絶対君主制（ぜったいくんしゅせい、英: Absolute monarchy）とは、君主制の一形態で、君主が統治の全権能を所有し自由に権力を行使する政体である。専制君主制（せんせいくんしゅせい）ともいう。対比語は、君主の権力が憲法などで制限されている制限君主制または立憲君主制である。

## 概要
絶対君主制においては、貴族、諸侯、議会などよりも君主の権威が優越する。その正当性の根拠は神意に求められることもある（王権神授説）。また君主を民の家長とみなしたり、国家・臣民を君主の財産と考えることによっても正当化される。
歴史学においては絶対王政、もしくは絶対主義という語が一般的に用いられる。

## 例
ヨーロッパでは、16世紀後半のスペイン、イングランド、17世紀のフランス、スウェーデンなどが絶対王制の典型とされている。18世紀の啓蒙時代においては従来の王権神授説に基づいた専制政治が否定される一方で、啓蒙主義を根拠とした啓蒙専制主義による絶対王政が登場した。また東アジアでは、江戸時代の日本や、中国の王朝とその影響下にある地域で見られた東洋的専制主義も、この典型例とされる。なお日本について、かつてコミンテルンの32年テーゼは明治維新で成立した国家権力を絶対君主制と規定した。また、江戸時代の天保の改革に一定のブルジョア的発展と階級闘争の激化に対応した「絶対主義への傾斜」を認め、絶対主義的変革としての明治維新の政治的本質の原形が形成された、とする評価もあった。
1945年以後の現代世界では、バーレーン国が2002年に立憲君主制に移行し「バーレーン王国」に国名変更、ブータンが徐々に立憲君主制へ移行、また2008年にネパールが共和制になるなど、絶対君主制国家は減少傾向にある。
なお制限君主制（立憲君主制）であっても、その制限が低く、君主が議会に優位するなど絶対君主制的実質を持つ政体の場合には、「外見的立憲君主制」または「外見的立憲主義に基づく立憲君主制」とも呼ばれる。1850年以降のプロイセン王国がその代表例である。
また、制度上は君主の権限が大幅に制限されている場合でも、非常事態宣言や国会停止などが頻繁または長期に発動されている場合、三権分立などの権力分立が行われていても各要職を王族で固めて相互チェックが機能していない場合、更には国民の知る権利が不十分で実質的な批判ができない場合（いわゆる非自由主義的民主主義）など、立憲主義が形骸化している場合には、実質的には絶対君主制に近いとも言える。ただしこれらは立憲君主制に限らず共和制でも共通である。

## 現在の絶対君主国一覧

### アジア
- ブルネイ（国王[注釈 1]）
- アラブ首長国連邦(アラブ首長国連邦の首長国)
- オマーン国（国王）
- カタール国（首長）
- クウェート国（首長[注釈 2]）
- サウジアラビア王国（国王）
- バーレーン（国王[注釈 3]）

### アフリカ
- エスワティニ王国（国王）

### ヨーロッパ
- リヒテンシュタイン公国（大公）[注釈 4]
- バチカン市国（ローマ教皇）[8]